# Michael Barsuhn
Michael Barsuhn (* 19. Mai 1977) ist ein deutscher Wissenschaftler in den Bereichen Sportentwicklungsplanung und Sportgeschichte.

## Leben
Barsuhn studierte an der Humboldt-Universität zu Berlin Geschichte, Neuere deutsche Literaturwissenschaften und Politik. Ab 2005 arbeitete er freiberuflich als Journalist (u. a. mit Arbeiten über die Sportgeschichte für den Deutschlandfunk), in den Jahren 2005 und 2006 war er darüber hinaus wissenschaftlicher Mitarbeiter und Pressereferent am Arbeitsbereich Zeitgeschichte des Sports der Universität Potsdam. Zwischen 2007 und 2009 hatte Barsuhn am Zeitgeschichtlichen Forum Leipzig der Stiftung Haus der Geschichte der Bundesrepublik Deutschland eine Stelle als wissenschaftlicher Mitarbeiter inne. Im Jahr 2009 war er wissenschaftlicher Mitarbeiter des Museums des Deutschen Fußball-Bundes. 2010 trat er an der Universität Potsdam eine Stelle als wissenschaftlicher Mitarbeiter im Arbeitsbereich Sportpädagogik mit Schwerpunkt Sportentwicklungsplanung an und blieb bis 2015 dort tätig. 2014 wurde Barsuhn stellvertretender Vorsitzender des Instituts für kommunale Sportentwicklungsplanung (INSPO). In seiner 2016 an der Universität Potsdam angenommenen Doktorarbeit beschäftigte sich Barsuhn mit der Sportentwicklungsplanung als einem strategischen Steuerungsinstrument für kommunale Sportverwaltungen. Im Oktober 2016 wurde er an der Fachhochschule für Sport und Management Potsdam (FHSMP) auf eine Professur für Sportmanagement mit dem Schwerpunkt Sportentwicklung berufen.
Barsuhn veröffentlichte mehrere sporthistorische Werke, unter anderem über den Zusammenhang zwischen Spitzensport und Politik in der Deutschen Demokratischen Republik, den deutschen Fußballsport in der Wendezeit 1989/1990 und war ebenfalls an weiteren Veröffentlichungen über Aspekte des Sports im Zuge der Vereinigung von DDR und BRD beteiligt.